# Iglesia de la Asunción (Andilla)
La iglesia parroquial de La Asunción se sitúa en el municipio de Andilla, en la provincia de Valencia (España). Se trata de un edificio religioso de origen gótico, pero se benefició de sucesivas mejoras desde finales del siglo XV hasta el siglo XVIII. De estas últimas destacan la original portada principal, una de las primeras manifestaciones en tierras valencianas del más puro renacimiento italiano de mediados del siglo XV, el magnífico altar mayor de fines del siglo XVI, del que hoy solo quedan las pinturas de las puertas que lo protegían, pintadas por Ribalta a principios del siglo XVII y la decoración del siglo XVII típica del barroco valenciano de este momento.
Se tienen pocas noticias sobre los mecenas de la construcción y de las diferentes mejoras del edificio. El mecenazgo se suele otorgar a Rodrigo Rebolledo, varón de Andilla, que fue destacado caballero de la corte de Alfonso el Magnánimo.
Por su valor arquitectónico y su buen estado de conservación fue declarado Bien de Interés Cultural en 2007.

## Descripción

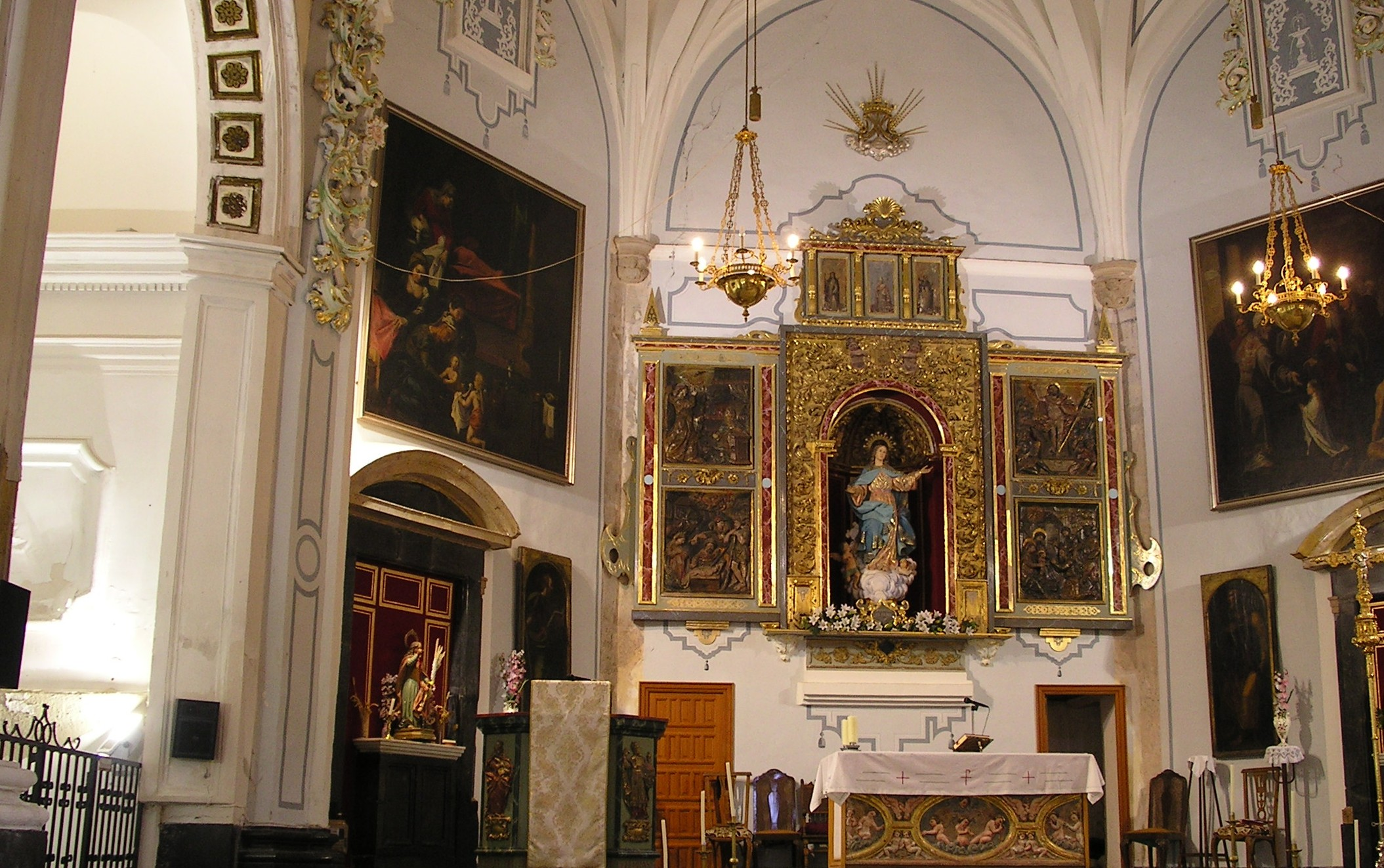
Retablo mayor.

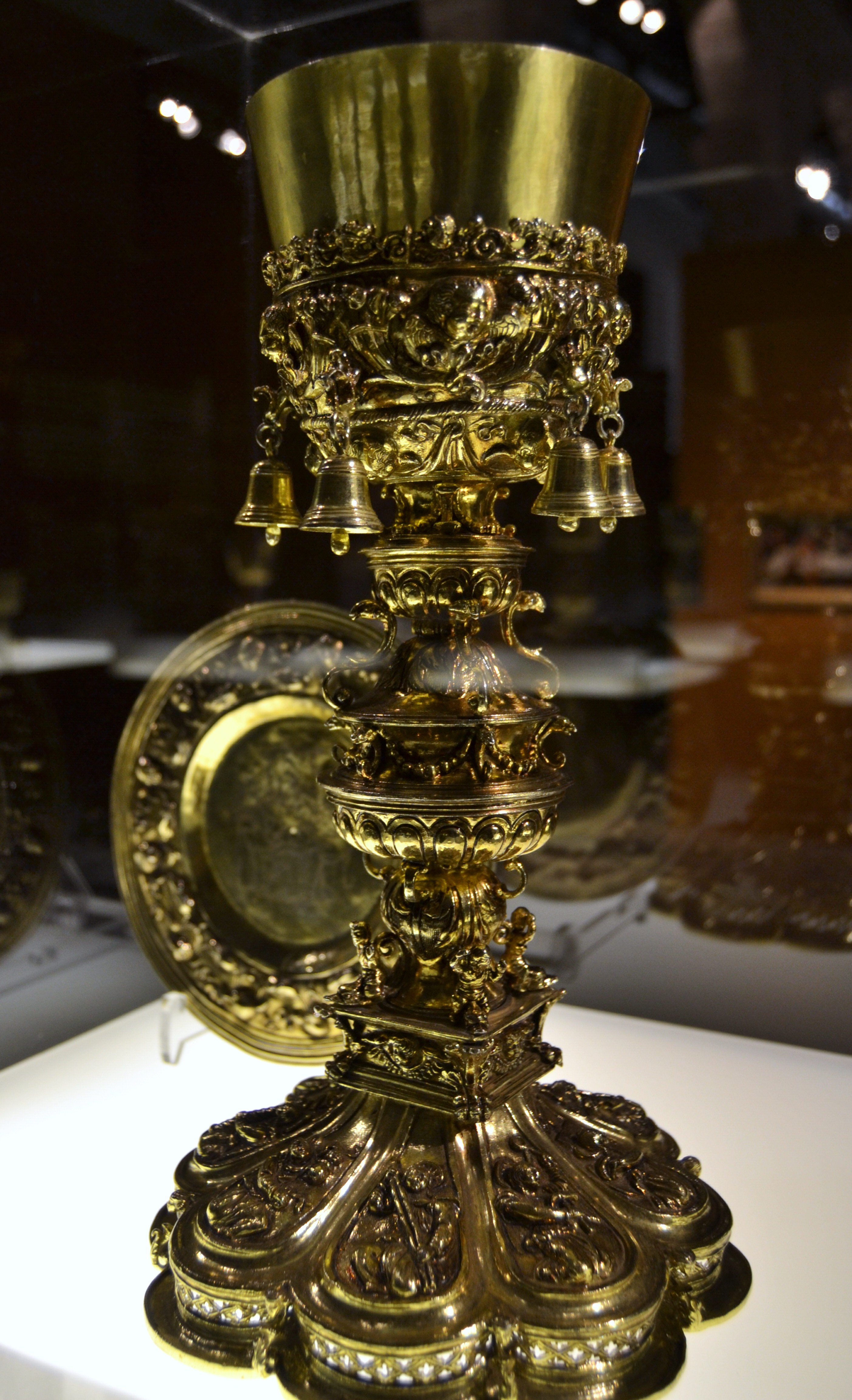
Cáliz del, donación del Patriarca Ribera.

El templo es del tipo valenciano de fábrica gótica con capillas en sus cinco tramos entre contrafuertes y bóvedas de crucería, y presbiterio poligonal de tres lados cubierto con bóveda de nervios convergentes en cinco florones. Las capillas laterales se cubren con semicupulillas sobre tambores ovales al interior y cubiertas con teja árabe esmaltada en azul.
Sus muros exteriores son de mampostería, si bien junto a sus puertas renacentistas se emplea aparejo de sillar.
Una de estas portadas situada a la altura del segundo tramo, presenta esquema adintelado entre pilastras cajeadas y ménsulas entre jamba y dintel, rematándose en frontón mixtilíneo. La otra portada, a los pies del templo, se cubre con un edículo abovedado con casetones y tímpano con venera policroma que sirve de marco a una imagen de María. Es de destacar la decoración de medallones y lazos. Ambas portadas constituyen tempranas manifestaciones del renacimiento valenciano de las primeras décadas del siglo XVI.
La fachada a los pies de la iglesia presenta una gran sencillez, destaca la portada antes mencionada, y rematada por frontón triangular en el centro se sitúa un óculo. El frontón, de gruesa moldura, está coronado por pirámides y trabajado sobre piedra con columnas de sección cuadrangular, muy del gusto manierista.
El campanario es clasicista y de estilo herreriano, así como el imafronte añadido con un pináculo central y gruesa moldura alrededor del tímpano oculado, sobre otra obra anterior. Se encuentra a la derecha de la fachada, de planta cuadrada y realizado con sillares. Fue construido entre 1759 y 1769, el cuerpo superior alberga las campanas, con cuatro aberturas flanqueados por pilastras en cada uno de sus lados.

### Interior
Cabe señalar que la iglesia tuvo un retablo mayor, de estilo renacentista, que se perdió en la guerra civil española y del que se conservan numerosos documentos. De este retablo sólo se conservan cuatro relieves: la Anunciación, el Nacimiento, la Adoración de los pastores y la Resurrección. En 1609 se decidió la realización de unas puertas para el retablo, a instancias de obispo Feliciano Figueroa, después de la muerte del prelado esta idea se abandonó hasta 1621, cuando el obispo Ginés Casanova encarga de nuevo el trabajo a Juan Ribalta y sus colaboradores Abdón Castañeda, Cristóbal Rondón y Vicente Castelló, que trabajaron entre los años 1624 y 1626.
A los lados del retablo hay dos puertas en el que se representa a San Pedro y San Pablo que comunican con el trasagrario, que se cubre con bóveda de media punto. Se conservan gran cantidad de piezas de orfebrería y ornamentos en esta iglesia.